# Péssimo Negócio
"Péssimo Negócio" é uma composição de Bruno Caliman, interpretada pelo cantor Dilsinho, lançada no dia 31 de outubro de 2018 pela gravadora Sony Music.

## Desempenho nas tabelas musicais
| Tabela musical         | Maior posição |
| ---------------------- | ------------- |
| Brasil Hot 100 Airplay | 18            |
| Top 50 Streaming       | 18            |

## Prêmios e indicações
| Ano  | Prêmio                                | Categoria     | Resultado | Ref.  |
| ---- | ------------------------------------- | ------------- | --------- | ----- |
| 2019 | Prêmio Multishow de Música Brasileira | Melhor Música | Indicado  | [ 4 ] |